# Rio Guarani
Rio Guarani är ett vattendrag i Brasilien.   Det ligger i delstaten Paraná, i den södra delen av landet, 1 200 km sydväst om huvudstaden Brasília.
Omgivningarna runt Rio Guarani är en mosaik av jordbruksmark och naturlig växtlighet. Runt Rio Guarani är det ganska glesbefolkat, med 25 invånare per kvadratkilometer.